# Жанібецький район
Жанібе́цький район (каз. Жәнібек ауданы, рос. Жанибекский район) — адміністративна одиниця у складі Західноказахстанської області Казахстану. Адміністративний центр — село Жанібек.

## Населення
Населення — 14554 особи (2021; 16896 у 2009, 19511 у 1999, 21272 у 1989).

## Історія
В радянські часи район називався Джанибецьким.

## Склад
До складу району входять 9 сільських округів:
| Поселення                       | Площа, км² | Населення, осіб (1989) | Населення, осіб (1999) | Населення, осіб (2009) | Населення, осіб (2021) | Центр     | Населені пункти |
| ------------------------------- | ---------- | ---------------------- | ---------------------- | ---------------------- | ---------------------- | --------- | --------------- |
| Акобинський сільський округ     | -          | 1468                   | 1340                   | 891                    | 651                    | Акоба     | 1               |
| Борсинський сільський округ     | -          | 1181                   | 1129                   | 954                    | 876                    | Борси     | 2               |
| Жаксибайський сільський округ   | -          | 1626                   | 1598                   | 1396                   | 1053                   | Жаксибай  | 2               |
| Жанібецький сільський округ     | -          | 8121                   | 7580                   | 7460                   | 7586                   | Жанібек   | 1               |
| Камистинський сільський округ   | -          | 1950                   | 1730                   | 1464                   | 1149                   | Камисти   | 1               |
| Куйгенкольський сільський округ | -          | 1686                   | 1642                   | 1246                   | 943                    | Жаскайрат | 4               |
| Таловський сільський округ      | -          | 1949                   | 1647                   | 1055                   | 589                    | Таловка   | 2               |
| Тауський сільський округ        | -          | 1660                   | 1557                   | 1398                   | 1006                   | Тау       | 3               |
| Узункольський сільський округ   | -          | 1631                   | 1315                   | 1032                   | 701                    | Узункол   | 2               |

## Найбільші населені пункти
Населені пункти з чисельністю населення понад 1000 осіб:
| № | Населений пункт | Населення, осіб (1989) | Населення, осіб (1999) | Населення, осіб (2009) | Населення, осіб (2021) |
| - | --------------- | ---------------------- | ---------------------- | ---------------------- | ---------------------- |
| 1 | Жанібек         | 8121                   | 7580                   | 7460                   | 7586                   |
| 2 | Камисти         | 1641                   | 1631                   | 1464                   | 1149                   |
| 3 | Жаксибай        | 1228                   | 1263                   | 1315                   | 1043                   |

## Господарство

### Рекреація
Станом на 2025 рік в межах району існує 2 офіційних місця масового відпочинку, туризму та спорту на водних об'єктах та водогосподарських спорудах:
- комунальний пляж на Жанібецькому магістральному каналі в селі Жанібек Жанібецького сільського округу;
- комунальний пляж на Жанібецькому магістральному каналі в селі Камисти Жанібецького сільського округу.